# Forbundsforsamlingen (Østrig)
 For alternative betydninger, se Forbundsforsamlingen. (Se også artikler, som begynder med Forbundsforsamlingen)
Forbundsforsamlingen (tysk: Bundesversammlung) er et parlamentarisk organ i Østrig. Det består af de delegerede fra Nationalrådet og Forbundsrådet. Formanden for Forbundsforsamlingen er hhv. nationalrådspræsidenten og forbundsrådspræsidenten. Det retlige grundlag for Forbundsforsamlingen findes i Østrigs forfatning artikel 38 til 40.

## Opgaver
Forbundsforsamlingen har kun opgaver i forhold til fuldbyrdelse af opgaver i forfatningen og har således ingen andre lovgivningsmæssige opgaver. Forbundsforsamlingen indsætter landets præsident og tager efter indstilling stilling til en folkeafstemning om utidig afsættelse af præsidenten. Dette kræver et to-tredjedeles flertal. Ligeledes tager Forbundsforsamlingen stilling til tjenstlige eller retlige skridt mod præsidenten i Østrigs forfatningsdomstol på grund af brud på landets forfatning.
Forbundsforsamlingen beslutter endvidere krigserklæringer mod andre nationer.
Hidtil har Forbundsforsamlingen kun beskæftiget sig med præsidentindsættelse. Ingen af forsamlingens øvrige kompetenceområder har været taget i anvendelse siden indførelsen af Østrigs forfatning i 1920.